# Лойвуш-ду-Монте
Лойвуш-ду-Монте (порт. Loivos do Monte)  —  район (фрегезия) в Португалии,  входит в округ Порту. Является составной частью муниципалитета  Байан. По старому административному делению входил в провинцию Дору-Литорал. Входит в экономико-статистический  субрегион Тамега, который входит в Северный регион. Население составляет 395 человек на 2001 год. Занимает площадь 9,81 км².